# Aerosmith (album)
Pour les articles homonymes, voir Aerosmith (homonymie).
Albums de Aerosmith
Get Your Wings
(1974)
Singles
1. Mama Kin
Sortie : 13 janvier 1973
2. Dream On
Sortie : 27 juin 1973

Aerosmith est le premier album studio du groupe rock américain homonyme. Il est sorti le 5 janvier 1973 chez Columbia et fut produit par Adrian Barber.

## Historique
Cet album fut enregistré en seulement deux semaines à l 'Intermedia Studio de Boston et comporte la chanson Dream On, qui sortira en single et sera un des plus grands succès du groupe.
La plupart des titres figurant sur cet album sont signés par le chanteur Steven Tyler. Walking the Dog est une reprise du chanteur - compositeur américain, Rufus Thomas.
L'album a été double disque de platine aux États-Unis en 1986 et a obtenu la 21e place du Billboard lors de sa réédition en 1976.

## Liste des titres
Face 1
| No | Titre          | Auteur               | Durée |
| -- | -------------- | -------------------- | ----- |
| 1. | Make It        | Steven Tyler         | 3:45  |
| 2. | Somebody       | Tyler / Steve Empack | 3:45  |
| 3. | Dream On       | Tyler                | 4:25  |
| 4. | One Way Street | Tyler                | 7:12  |

Face 2
| No | Titre             | Auteur            | Durée |
| -- | ----------------- | ----------------- | ----- |
| 5. | Mama Kin          | Tyler             | 4:25  |
| 6. | Write Me A Letter | Tyler             | 4:11  |
| 7. | Movin' Out        | Tyler / Joe Perry | 5:40  |
| 8. | Walkin' The Dog   | Rufus Thomas      | 3:12  |

## Personnel
Aerosmith
- Steven Tyler: chant, harmonica, piano, clavecin électrique et Mellotron sur Dream On, flûte sur Walkin' the Dog, percussions
- Joe Perry: guitare solo, second solo sur One Way Street, chœurs
- Brad Whitford: guitare rythmique, premier solo sur One Way Street
- Tom Hamilton: basse
- Joey Kramer: batterie, percussions

Musicien additionnel
- David Woodford : saxophone sur "Mama Kin" & "Write Me a Letter"

## Charts et  certifications
| Pays       | Durée du classement | Meilleur classement |
| ---------- | ------------------- | ------------------- |
| Canada     | 11 semaines         | 58e                 |
| États-Unis | 58 semaines         | 21e                 |

| Pays       | Certification | Ventes      | Date       |
| ---------- | ------------- | ----------- | ---------- |
| Canada     | Platine       | 100 000 +   | 01/05/1979 |
| États-Unis | 2 × Platine   | 2 000 000 + | 21/11/1986 |

### Charts singles
| Date | Single   | Chart           | durée du classement | Position |
| ---- | -------- | --------------- | ------------------- | -------- |
| 1973 | Dream On | RPM Top Singles | 2 semaines          | 90e      |
| 1976 | Dream On | Hot 100         | 29 semaines         | 6e       |
| 1994 | Dream On | Mega Top 50     | 9 semaines          | 14e      |